# Kanako Tōjō
Kanako Tōjō (東條  加那子 Tōjō Kanako?) es una seiyū japonesa. Nacida el 3 de marzo en Kagoshima, Japón; y está afiliada a Arts Vision.

## Roles interpretados
Lista de los roles interpretados durante su carrera.
Los papeles principales están en negrita.

### Anime
2007
- Naruto Shippūden como Sari.

2008
- Kannagi: Crazy Shrine Maidens como Sakushaman (ep. 9)
- Shigofumi: ~Stories of Last Letter~ como Kindred (ep. 10)

2009
- Naruto Shippūden como Karin.

2016
- Kuma Miko como Jessica (ep. 3).

### OVA
- Cobra The Animation: Time Drive como Layla.
- Cobra The Animation: The Psychogun como Cyberwolf 1; Navegador (ep. 1)

### Doblaje japonés
- Transformers como Mikaela Banes.
- Transformers: la venganza de los caídos como Mikaela Banes.
- Hannah Montana: la película como Taylor Swift